# Sobór św. Mikołaja w Wiedniu

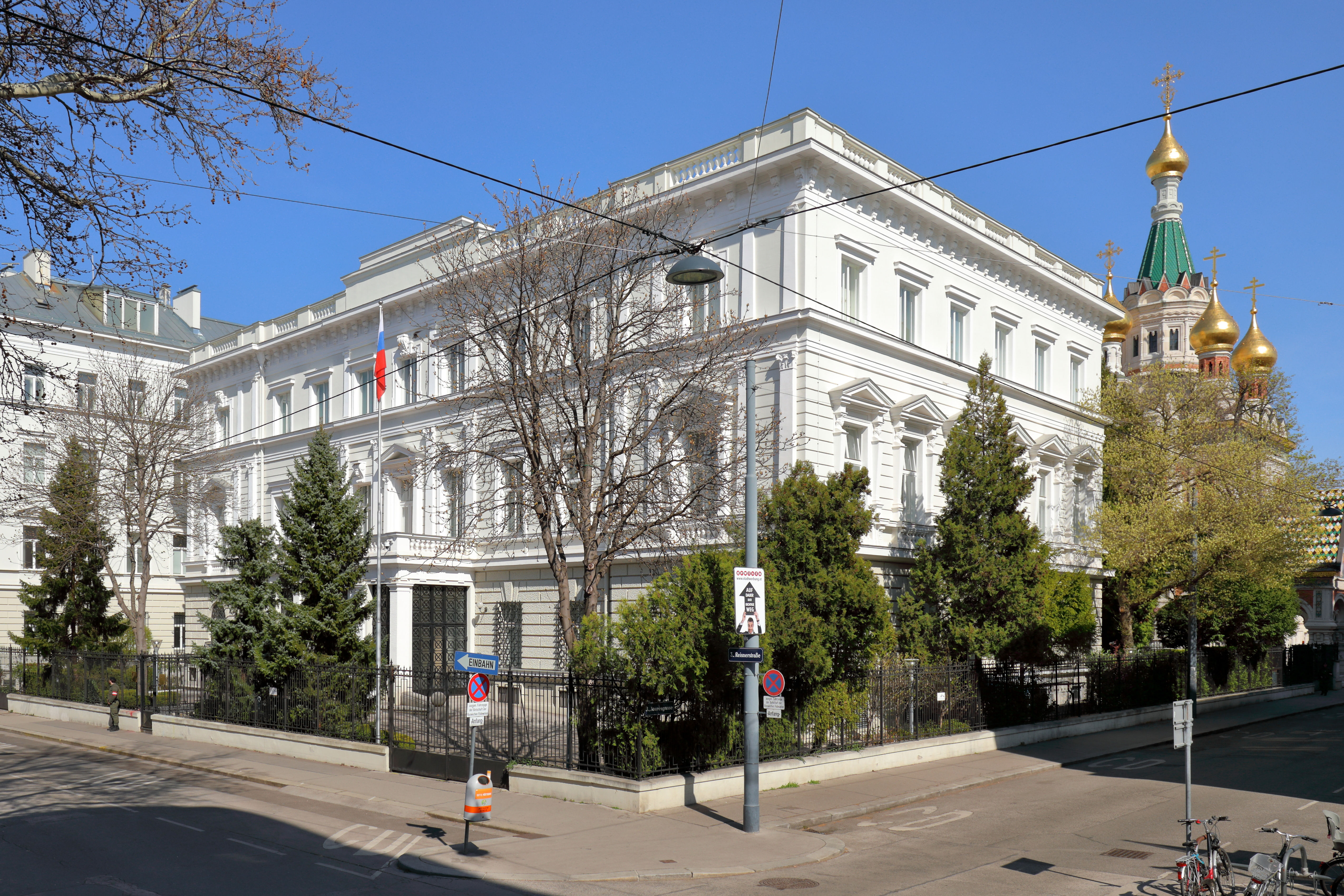
Sobór św. Mikołaja sąsiaduje z budynkiem ambasady rosyjskiej w Wiedniu

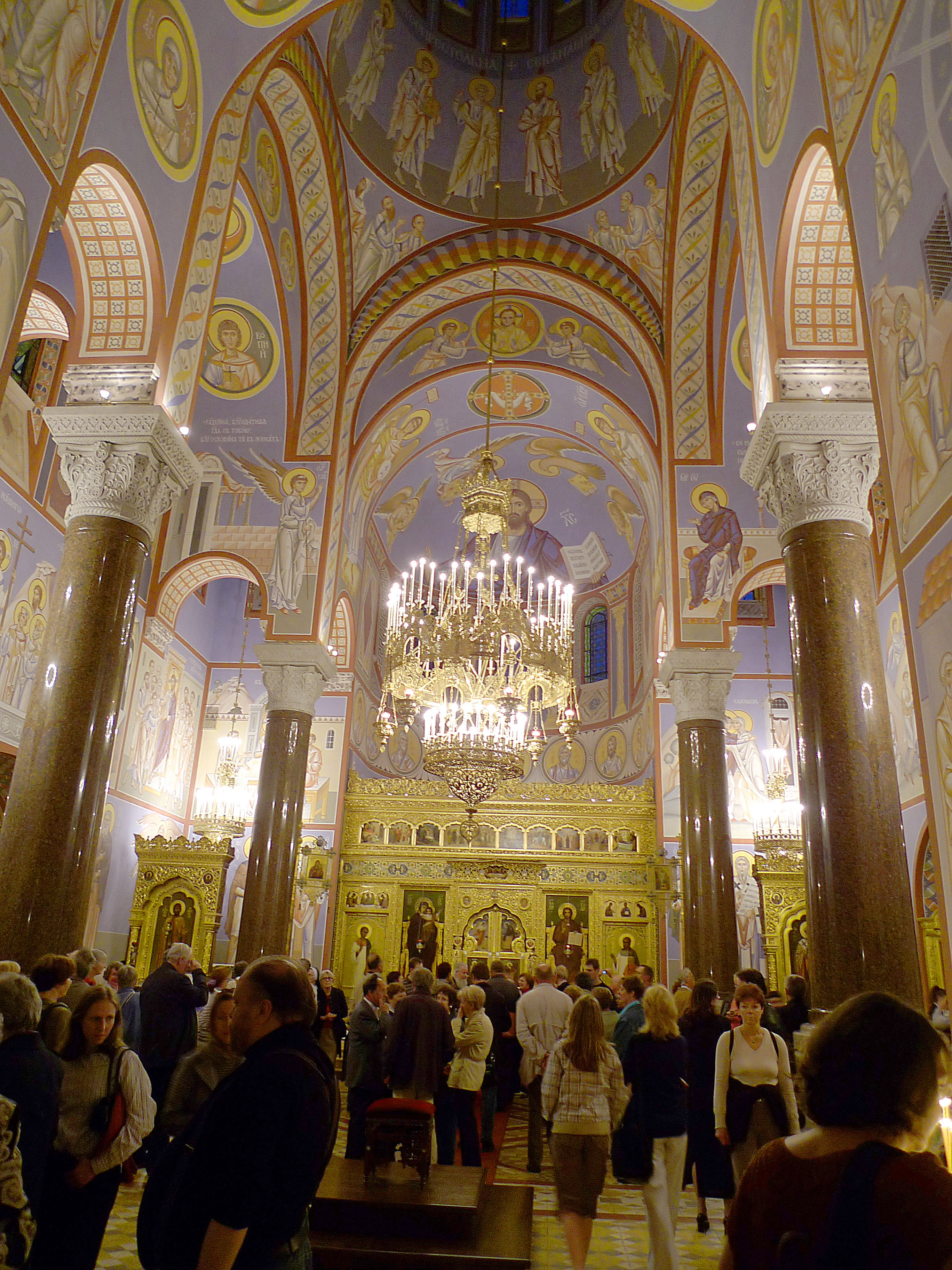
Wnętrze (2013)

Sobór św. Mikołaja – prawosławny sobór w Wiedniu wzniesiony w 1899. Od 1962 katedra eparchii wiedeńskiej i austriackiej Rosyjskiego Kościoła Prawosławnego. 

## Historia
Prawosławna cerkiew w Wiedniu znajdowała się już 1762, chociaż nabożeństwa przy rosyjskiej ambasadzie odbywały się okazjonalnie już ok. 1725. W tym czasie jednak społeczność rosyjska w Wiedniu uczestniczyła w liturgii odprawianej w cerkwi św. Jerzego podległej patriarsze Konstantynopola. W 1750 ambasador, hrabia Bestużew-Riumin na stałe zatrudnił kapłana prawosławnego narodowości serbskiej na potrzeby Rosjan, którzy nie znali języka greckiego. Wystosował również prośbę o przysłanie księdza z Rosji. 
Do 1765 cerkiew w Wiedniu była cerkwią domową i mieściła się w siedzibie ambasadora. W tym roku nabożeństwa przeniosły się do osobnego pomieszczenia, nadal jednak prawosławni nie dysponowali wolnostojącą świątynią. W 1803 kolejną cerkiew domową razem z całym wyposażeniem ufundowała baronowa von Matt. W tym czasie w nabożeństwach w cerkwi uczestniczyli już nie tylko ludzie związani z ambasadą rosyjską, ale także prawosławni innych narodowości zamieszkali w Wiedniu. Status placówki duszpasterskiej jako centrum kultury słowiańskiej w Wiedniu utrwalał się przez kolejne dziesięciolecia. 
Starania o budowę samodzielnej cerkwi w stolicy Austro-Węgier rozpoczął proboszcz Michaił Rajewski w latach 60. XIX w., jednak zmarł w 1884, zanim zdołał zebrać od dobrowolnych ofiarodawców niezbędną sumę. Zgromadzone przez niego 22 tys. rubli zostały przeznaczone na wzniesienie niewielkiej cerkwi cmentarnej św. Łazarza na Centralnym Cmentarzu w Wiedniu w 1895. Starania o budowę soboru prawosławnego były jednak kontynuowane z poparciem ambasadora Łobanowa-Rostowskiego. Zyskał on wsparcie finansowe cara Aleksandra II, który przekazał na budowę 200 tys. rubli, drugą taką samą sumę przekazano z wpływów z podatków. Dzwony dla cerkwi ufundował ówczesny ambasador rosyjski Piotr Kapnist wraz z małżonką. 
Uroczyste poświęcenie soboru miało miejsce 17 kwietnia 1899 z udziałem arcybiskupa chełmskiego i warszawskiego Hieronima oraz księży rosyjskich pracujących w cerkwiach przy rosyjskich placówkach dyplomatycznych w Budapeszcie, Dreźnie, Berlinie, Stuttgarcie i Pradze oraz księża z serbskiej i greckiego parafii prawosławnej w Wiedniu. 
Cerkiew działała do 1914, kiedy została zamknięta jako instytucja związana z państwem walczącym przeciw Austro-Węgrom w wojnie. Do jej ponownego otwarcia bez powodzenia starał się doprowadzić metropolita Zachodnioeuropejskiego Egzarchatu Rosyjskiej Cerkwi Prawosławnej Eulogiusz. Parafia w Wiedniu, w porównaniu z innymi zagranicznymi parafiami prawosławnymi powstałymi po rosyjskiej wojnie domowej, była jednak niewielka, w dodatku szybko podzieliła się na zwolenników apolityczności Cerkwi zgrupowanych wokół metropolity Eulogiusza oraz na będących w większości monarchistycznie nastawionych członków Rosyjskiego Kościoła Prawosławnego poza granicami Rosji, którzy urządzili dla siebie osobną cerkiew domową. 
W 1927 władze austriackie przekazały zapuszczony sobór ambasadzie radzieckiej. Budynek nadal jednak stał pusty, a jego stan techniczny ulegał dalszej degradacji. W październiku 1941 porzucony sobór został sprzedany wyższej szkole muzycznej, a już w rok później miał być zaadaptowany na miejsce tymczasowego zakwaterowania bezdomnych, czemu ostatecznie sprzeciwiła się dyrekcja szkoły. 
W 1943 władze miejskie, z uwagi na obecność społeczności prawosławnej w Wiedniu związanej z Rosyjskim Kościołem Prawosławnym poza granicami Rosji, zezwoliły na okazjonalne odprawianie nabożeństw w soborze. W tym samym roku odbyły się w cerkwi wstępne prace remontowe. W październiku 1945 cerkiew ponownie stała się siedzibą parafii, a w rok później ukończono kapitalny remont budynku, do czego przyczynił się biskup Sergiusz (Korolow). 
W 1962, po ustanowieniu eparchii wiedeńskiej i austriackiej, cerkiew została podniesiona do rangi jej soboru. W latach 2003–2008 ponownie miały miejsce prace restauracyjne.

## Architektura
Autorem projektu soboru był architekt petersburski G. Kotow, pracami budowlanymi kierowali architekci Giacomelli i Rumpelmeir. Budynek reprezentuje styl rosyjsko-bizantyjski. Nad całością budynku góruje dzwonnica, której górne partie malowane są na zielono, szczyt natomiast stanowi cebulasta złocona kopuła. Pięć podobnych jest rozmieszczonych dookoła dzwonnicy. Cerkiew jest wzniesiona z białej i czerwonej cegły, jest bogato dekorowana obramowaniami półkolistych okien, fryzami poniżej dachu oraz rzędem oślich grzbietów. Cerkiew wykazuje podobieństwo względem innej świątyni rosyjskiej, cerkwi św. Marii Magdaleny w Jerozolimie.
Kotow zaprojektował również ikonostas, natomiast 17 rozmieszczonych w nim ikon napisali N. Bruni i N. Charłamow. Okna cerkwi wypełniają witraże z wizerunkami św. Mikołaja Cudotwórcy, Chrystusa Pantokratora, Matki Bożej i św. Jana Chrzciciela. 
Kaplica położona w podziemiach głównego soboru nosi wezwanie św. Aleksandra Newskiego, co miało upamiętniać cara Aleksandra III.